# Scopula rubeni
Scopula rubeni là một loài bướm đêm trong họ Geometridae.